# 戴敏 (药学家)
戴敏（1964年—），安徽休宁人，汉族，中华人民共和国政治人物、第十一届全国人民代表大会安徽地区代表。
1986年，毕业于安徽中医学院（现安徽中医药大学）中药专业学习。2000年，获安徽中医学院硕士学位。2003年，获安徽医科大学博士学位。2004年至2006年，在中国科学技术大学生命科学院从事博士后工作。1986年至2016年，在安徽中医学院任教，历任副教授、教授、药学院副院长、药学院院长、药物研究所所长。2016年5月，任安徽中医药大学副校长。2012年6月至今，任民进安徽省委副主委。
2008年起担任全国人大代表。